# Pieczarkowe kolędy
Pieczarkowe kolędy – trzeci album folk rockowego zespołu Kapela Pieczarków z Węgierskiej Górski. Wytwórnią albumu było Warner Music Poland, natomiast wydawcą Polskie Radio.
Jest to pierwsza płyta zespołu pod nazwą Kapela Pieczarków.
Została nagrana w ramach dorocznej akcji charytatywnej „Pocztówka do św. Mikołaja” pod patronatem TVP2 i Program Trzeci Polskiego Radia. Do każdej płyty i kasety była dołączona pocztówka do św. Mikołaja. Część dochodu ze sprzedaży Pieczarkowych kolęd przeznaczono na wsparcie fundacji „Nasz Dom”.
Płyta zawiera kolędy i inne piosenki o świątecznym charakterze. Na płycie znalazły się mniej znane pastorałki góralskie, a także autorska kolęda braci Pieczarków „Świynty Scepon”.

## Lista utworów
1. Świynty Scepon
2. Jezu Malusiyńki
3. Podźmy wszyscy do stajynki
4. Wśród nocnej cisy
5. Tryjumfy Króla Niebieskiego
6. Lulojze Jezuniu
7. A wcora z wiecora
8. Hej kłolynda
9. Janioł pastyrzom mówi
10. Cicha noc
11. Ej Maluśki
12. Jezu malusiyńki